# Marrakesh Express
Marrakesh Express è un brano musicale composto da Graham Nash, registrato dal supergruppo Crosby, Stills, & Nash ed incluso nel loro omonimo album di debutto discografico del 1969.

## Il brano
Pubblicato come singolo, il brano raggiunse la posizione numero 28 della classifica statunitense di Billboard. L'autore della composizione, Graham Nash, ex membro dei The Hollies, aveva originariamente inteso la canzone per essere incisa con il suo vecchio gruppo. Infatti, gli Hollies fecero un fallimentare tentativo di registrazione del brano prima dell'entrata di Nash nei CSN.
Marrakesh è una città del Marocco famosa per i suoi articoli in pelle. Il "Marrakesh Express" è un treno che Nash prese nel corso di un viaggio a Casablanca nel 1966. In un'intervista rilasciata alla rivista Rolling Stone, Nash raccontò che inizialmente aveva viaggiato in prima classe, ma che poi la aveva trovata "troppo noiosa". Quindi si andò a sedere negli scompartimenti popolari insieme ai contadini e a "anatre, maiali e polli vari". Circa quest'ultima affermazione, è stata comunque espressa la riserva che, come siano andate le cose in realtà, sarebbe stato comunque molto difficile trovare un maiale (ritenuto "animale immondo" dai mussulmani) su di un treno marocchino...

## Formazione
- Stephen Stills: voce, chitarra, organo, piano, basso
- David Crosby: voce
- Graham Nash: voce, chitarra acustica
- Jim Gordon: batteria